# Відкрити вогонь
«Відкрити вогонь» (англ. Open Fire) — британська телевізійна стрічка 1994 року англійського режисера та сценариста Пола Грінграсса.

## Сюжет
Молодого офіцера Фінча нагороджують медаллю за мужність, проявлену під час виконання своїх обов'язків. Він заарештував агресивного трансвестита Девіда Мартіна. Під час проникнення до приватного кінотеатру злочинець вбиває охоронця. Мартіну вдається втекти та переховуватись від правоохоронців. Фінч бачить підозрюваного та влучає в нього, але то була інша людина. Фінча звинувачують в спробі вбивства. Врешті-решт Девіда було схоплено в тунелі метро та заарештовано без жодного пострілу.

## У ролях
| Актор            | Роль            |
| ---------------- | --------------- |
| Руперт Ґрейвз    | Девід Мартін    |
| Семюел Вест      | Стівен Вольдорф |
| Дуглас Годж      | Сью Стівенс     |
| Кейт Гарді       | Денні Бейтмен   |
| Едді Іззард      | Річ             |
| Джим Картер      | детектив Янг    |
| Колін Мак-Кормак | детектив Гейлор |
| Джо Такер        | Пол Джонсон     |
| Сьюзан Тордофф   | Сьюзан Фінч     |

## Створення фільму

### Виробництво
Зйомки фільму проходили в Лондоні, Англія, Велика Британія.

### Знімальна група
- Кінорежисер — Пол Грінграсс
- Сценарист — Пол Грінграсс
- Кінопродюсер — Джефф Поуп
- Композитори — Шемес Беген, Брюс Сміт
- Кінооператор — Алан Джонс
- Кіномонтаж — Клів Малтбі
- Художник-постановник — Кейв Квінн
- Артдиректор — Трейсі Галлахер
- Художник-декоратор — Карен Вейкфілд
- Підбір акторів — Корін Родрігес[1].

## Сприйняття
Оцінка стрічки на сайті Internet Movie Database становить 6,4/10 на основі 44 голосів.